# Possenhofen

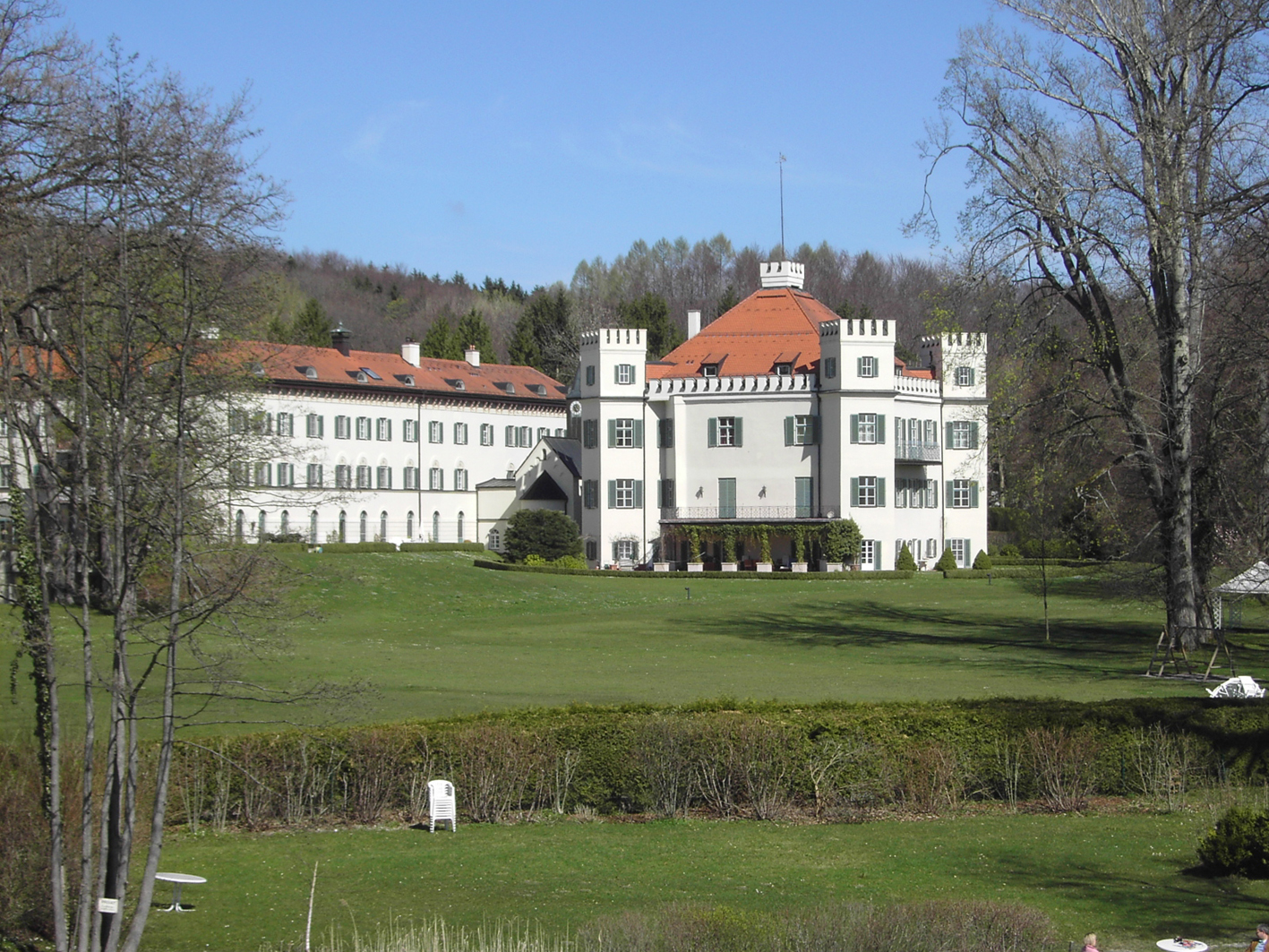
Il castello visto dal lago

Possenhofen è una località appartenente al comune di Pöcking (Circondario di Starnberg) in Baviera.

## Geografia umana
La località, che dista circa 30 km da Monaco di Baviera, si trova sulla sponda occidentale del lago di Starnberg ed ha una popolazione di circa 380 abitanti.
La principale risorsa economica del luogo è il turismo, i visitatori sono attratti dal lago e dal panorama sulle Alpi bavaresi.

## Storia
A Possenhofen si trova un castello, risalente al 1536, che dopo numerosi passaggi di proprietà entrò a far parte del patrimonio del Duca Massimiliano Giuseppe in Baviera la cui figlia, la futura imperatrice d'Austria Elisabetta di Baviera (Sissi), trascorse qui gli anni della sua infanzia; anche da adulta, come i suoi fratelli e le sue sorelle, tornò spesso in questo luogo considerandolo un rifugio dalla vita di corte. Ad oggi il castello è stato smembrato in varie abitazioni private, pur mantenendo esternamente l'aspetto unitario ed originario del castello bavarese.